# Горланова Зінаїда Федорівна
Зінаїда Федорівна Герасимова, у шлюбі Горланова (1934—2003) — доярка, Герой Соціалістичної Праці (1971).

## Біографія
Зінаїда Герасимова народилася 10 січня 1934 року у селі Бурцево (нині — Новодугінський район Смоленської області). Закінчила початкову школу. У 1948—1961 роках працювала дояркою в колгоспі «Світанок», потім, коли цей колгосп було реорганізовано в радгосп, продовжувала працювати до 1975 року.
За час своєї роботи Горланова досягла рекордних надоїв молока — понад 5500 кілограмів від кожної із закріплених за нею корів.
Указом Президії Верховної Ради СРСР від 8 квітня 1971 року за «особливі заслуги у виконанні завдань п'ятирічного плану продажу державі продуктів тваринництва» Зінаїда Горланова удостоєна високого звання Героя Соціалістичної Праці з врученням ордена Леніна і медалі «Серп і Молот».
У 1975—1977 роках Горланова працювала контролеркою-асистенткою на племзаводі при радгоспі, в 1977—1989 роках — бригадиркою тваринників. Брала участь у ВДНГ СРСР, нагороджена кількома медалями. Активно займалася громадською діяльністю, обиралася депутаткою сільської, районної та обласної рад народних депутатів, членкинею Новодугинського райкому КПРС, депутаткою Верховної Ради РРФСР 7-го скликання. У 1989 році Горланова вийшла на пенсію. Померла 17 листопада 2003 року, похована в селі Тесово Новодугінського району.
Також нагороджена двома орденами Леніна (1966, 1971), орденом Жовтневої Революції (1973) і низкою медалей.